# Testamento de Alfonso II
El Testamento de Alfonso II (Testamentum Regis Adefonsi) es un documento conservado en el Archivo de la catedral de Oviedo escrito por el rey Alfonso II y fechado el 16 de noviembre de 812.
Este pergamino está formado por nueve hojas (de 25,7x38 cm (tapas) y 24x35 cm (interior)) en las que las siete primeras el texto está dividido en dos columnas. Fue diseñado como el cuaderno de un libro, con técnicas habituales en la fabricación de códices, copiado con tinta negra y en escritura visigótica redonda. 
El testamento refleja la donación por parte del monarca a la iglesia de Oviedo del atrio, el acueducto y diferentes edificios de su propiedad. El documento contiene la firma del rey, cinco obispos, siete monjes y abades y 34 testigos, casi con toda seguridad próceres, ocupando el penúltimo lugar el arquitecto del Rey, Tioda, artífice de la reconstrucción y urbanización de Oviedo.